# Cunha Pedrosa
Pedro da Cunha Pedrosa, mais conhecido como Cunha Pedrosa, (Umbuzeiro, Paraíba,30 de junho de 1863 - Rio de Janeiro, 27 de março de 1947).

## Carreira
Em seus longos anos de vida pública atuou como advogado, promotor, Juiz e ministro do Tribunal de Contas. Em 1890 ingressou na política partidária, sob as ordens de Venâncio Neiva, indicado para governar a Paraíba pelo Marechal Deodoro da Fonseca. Em 1892, com a derrubada dos indicados pelo Marechal, cai no ostracismo, em que vive até 1902, quando retorna a política da Paraíba, justo no momento em que se dão as primeiras aproximações entre Alvaristas e Venancistas, quando tornar-se deputado estadual, secretário geral do Presidente Monsenhor Walfredo Leal, Diretor do Jornal Oficial do Estado e 1 vice-presidente da Paraíba. Com a progressiva ascensão de Epitácio Pessoa, venancista como ele, chega ao Senado Federal, onde permanece de 1912 a 1923. Em seguida é indicado para ministro do Tribunal de Contas da União, instituição em que aposenta-se depois de 8 anos devido a uma grave enfermidade, diagnosticada na época como uma inflamação nas terminações nervosas.
Ele é pai de Mario Pedrosa, renomado crítico de artes plásticas.